# Lốc xoáy Phục Sinh 2020
Một trận lốc xoáy lớn đã tạo ra hàng loạt các cơn lốc xoáy có sức tàn phá mạnh gây ảnh hưởng trên toàn vùng Đông Nam Hoa Kỳ vào ngày Lễ Phục Sinh trong ngày Chủ Nhật và Thứ Hai, ngày 12 tháng 4 và 13 tháng 4 năm 2020. Một số cơ quan đặc trách đã ban bố trường hợp khẩn cấp do lốc xoáy, bao gồm cả đợt đầu tiên do cơ quan Dịch vụ Thời tiết Quốc gia ban hành tại Charleston, Nam Carolina. Một dòng squall lớn hình thành và được theo dõi trên Các tiểu bang Trung-Đại Tây Dương vào ngày 13 tháng 4, dẫn đến việc ban bố nhiều cảnh báo và đặt đồng hồ lốc xoáy. Mười lăm chiếc đồng hồ đã được sản xuất trong suốt quá trình diễn ra sự kiện, hai trong số đó được chỉ định cho Tình huống nguy hiểm đặc biệt. Hiện có 34 trường hợp tử vong do lốc xoáy được báo cáo, đây là trận lốc xoáy kinh hoàng nhất ở Mỹ kể từ sau cơn lốc xoáy tháng 4 năm 2014.

## Tóm tắt diễn biến khí tượng

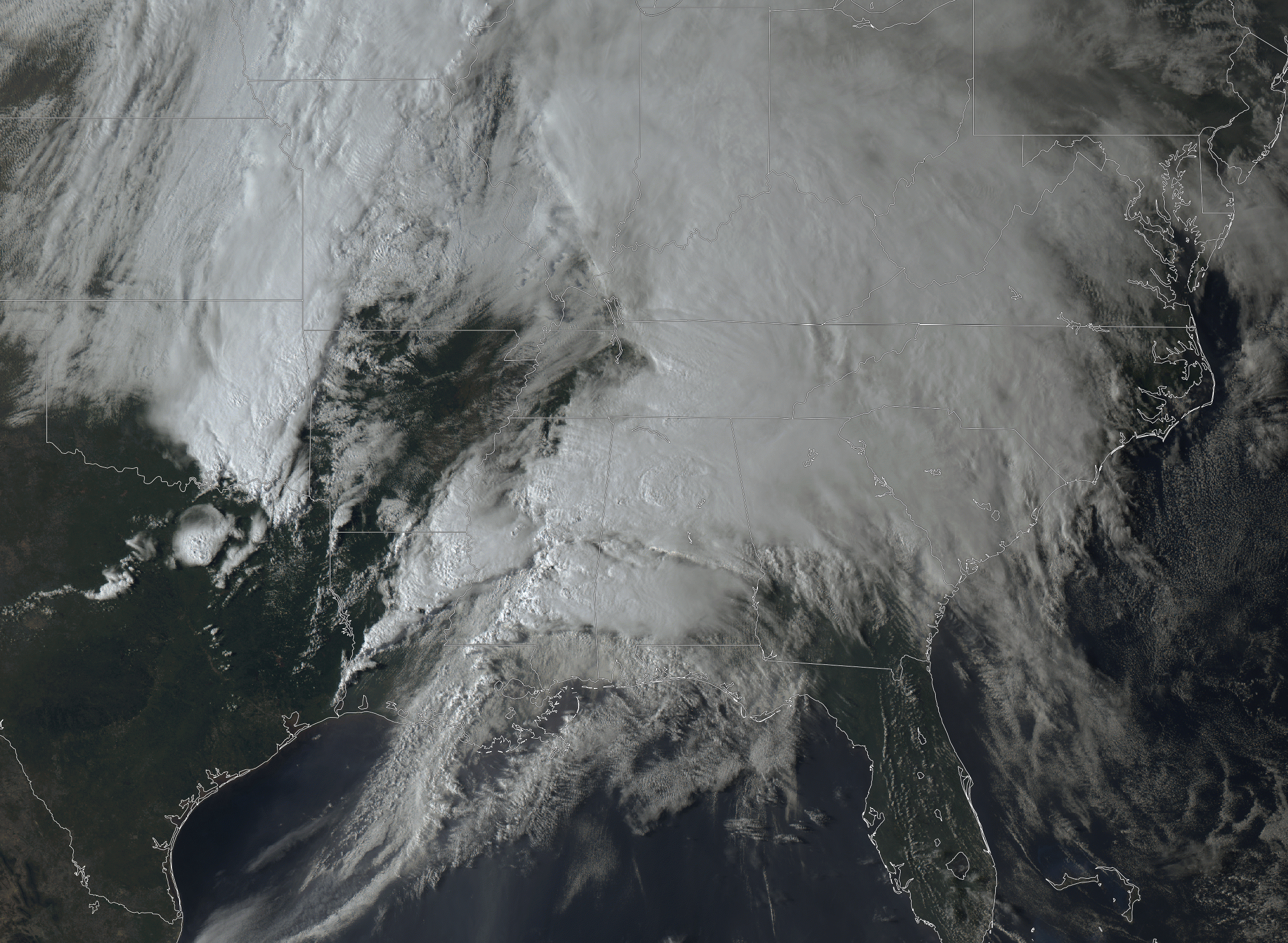
Hình ảnh vệ tinh của cơn bão (chụp từ trên không) chịu trách nhiệm cho sự bùng phát lốc xoáy trên khắp Đông Nam Hoa Kỳ vào lúc 21:30 UTC ngày 12 tháng 4

Nhiều tuần trong suốt tháng 3 và tháng 4, một vùng khí áp cao mở rộng được hình thành trên miền Đông Nam Hoa Kỳ, góp phần vào nhiệt độ ấm áp bất thường trên hầu hết lãnh thổ liên bang. Hoa Kỳ đã trải qua Tháng Ba ấm áp thứ mười bảy, kéo dài từ suốt mùa đông. Đặc biệt, nhiều địa điểm dọc theo bờ biển phía đông Hoa Kỳ và bờ biển của vịnh Mexico đã trải qua nhiệt độ ấm nhất kỷ lục trong tháng. Thời tiết đứng yên liên quan đến vùng áp suất cao gây ra sự nóng lên nhanh chóng trên vùng vịnh Mexico đến giới hạn cao nhất được ghi nhận hiện tại, cao hơn 2 °C (3,6 °F) mức trung bình của những năm 1971-2010, làm ẩm không khí gần bề mặt vịnh. Sự bất ổn gia tăng liên quan đến không khí ấm và ẩm bất thường từ vịnh Mexico dẫn đến việc gia tăng nguy cơ thời tiết khắc nghiệt và hoạt động của lốc xoáy.
Dấu hiệu đầu tiên của tình trạng thời tiết khắc nghiệt một cách có hệ thống bắt đầu vào ngày 8 tháng 4, khi Trung tâm Dự báo Bão (SPC) đưa ra 15% xác suất cho thời tiết khắc nghiệt trong vòng 25 mi (40 km) từ điểm trung tâm Texas về phía đông vào Florida Panhandle và phía đông Georgia ngày 11 và 12 tháng 4. Những khu vực bị đe dọa này sau đó đã được tinh chỉnh với sự thiết lập mức Rủi ro vừa phải vào ngày-3, bốn trong năm mức độ đe dọa, trên vùng đông bắc Louisiana qua trung tâm Alabama vào ngày 10 tháng 4. Trong lịch sử, SPC phát hành một ngày-3 Rủi ro vừa phải hàng năm và một nửa trong số đó trong thập kỷ trước đã được nâng cấp thành Rủi ro cao, mức độ đe dọa cao nhất. Trong những ngày liên tiếp, một máng sóng ngắn cấp độ trung bình đáng kể đã tiến về phía đông trên khắp Hoa Kỳ. Vào những giờ đầu trước lúc bình minh của ngày 12 tháng 4, thời tiết mát ở mức trung bình là đặc điểm phổ biến trên Cao nguyên Edwards, Texas Hill Country và phần lớn trung tâm Texas. Nhưng sau đó, một cơn giông bão dữ dội đã phát triển chạy dọc thành một đường khô ráo trong khi sự phát triển đối lưu mạnh mẽ hình thành ở phía đông. Những cơn giông ban đầu được phân lập trong tự nhiên nhưng nhanh chóng kết hợp thành một Hệ thống đối lưu Mesoscale khi chúng gặp phải một hành lang tăng cường của không khí ấm áp về phía bắc, cũng như sức gió đứt rất mạnh. Xoáy thuận này đã phát triển trên khắp miền bắc Louisiana cho đến lúc sáng muộn và kéo dài đến đầu giờ chiều, góp phần tạo ra nhiều dấu vết mảnh vỡ lốc xoáy. Một cơn lốc xoáy như vậy ở Monroe được đánh giá là mạnh mức EF3. Trước dòng khí, một frông nóng nâng lên đã hình thành một môi trường rất ẩm ướt, không ổn định và bị xáo trộn mạnh ở phía đông bắc Louisiana và phần lớn Mississippi. Theo đó, SPC đã ban hành một chiếc đồng hồ lốc xoáy trong tình huống đặc biệt nguy hiểm vào buổi tối.

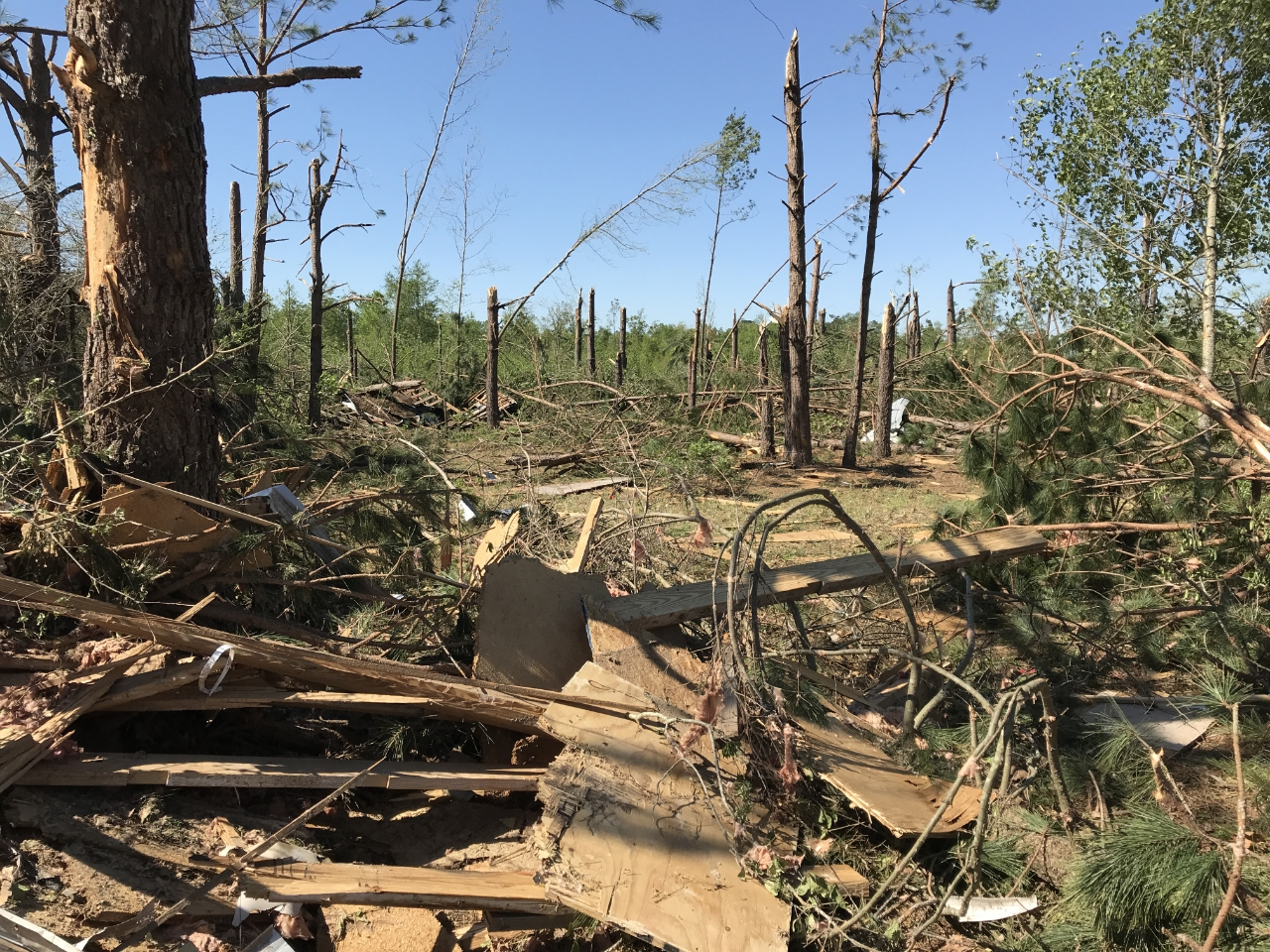
Thiệt hại nặng nề cho một lùm cây gần Livingston, Nam Carolina từ một cơn lốc xoáy EF3 vào sáng ngày 13 tháng Tư.

Một khinh khí cầu thời tiết được phóng lên từ Jackson, Mississippi lúc 18:00 UTC, cho thấy sự hiện diện của một giới hạn đảo ngược trên toàn khu vực. Giới hạn này dự kiến sẽ suy yếu trên khắp miền trung Mississippi, trong khi các nhà dự báo bày tỏ họ không chắc chắn về thời gian hoạt động của nó trên toàn miền nam Mississippi và Louisiana. Khi một vùng áp thấp nhỏ tiến lên phía tây bắc Mississippi, nó đã khiến gió bề mặt thoát ra khỏi phía đông-đông nam, làm tăng khả năng xảy ra lốc xoáy. Khi một cơn bão băng qua miền trung Mississippi tiến dần về phía đông bắc, nó bắt đầu tăng cường và phát triển thành giông mạnh, đặc điểm này cho thấy mối đe dọa tiếp theo sẽ là cơn lốc xoáy mạnh. Xa hơn về phía nam, hai cơn giông cực mạnh riêng biệt được phát triển trong một môi trường nơi những cơn lốc xoáy đáng kể được theo dõi từ lâu, cả hai đều quay cực kỳ mạnh mẽ và mang dấu hiệu mảnh vỡ lốc xoáy khác biệt. Dựa trên cấu trúc bão trước đó trong môi trường tương tự, SPC nhận xét rằng "đây là một sự kiện đặc biệt hiếm" và ước tính gió xoáy với tốc độ 170-205 mph (274–330 km/h), phù hợp thang đo của một cơn lốc xoáy cường độ EF4 hoặc EF5. Sau khi tiến hành khảo sát thiệt hại, các nhà khí tượng học đã xác định được hai cơn lốc xoáy dữ dội với giông mạnh lúc ban đầu, một với cường độ EF3 đã giết chết ba người ở phía tây bắc Salem đến phía tây nam của Bassfield, và một với cường độ mạnh hơn ở mức EF4 từ phía nam Bassfield đến phía tây nam của Pachuta. Một cơn lốc xoáy EF3 đã được xác định với mức giông mạnh thứ hai.
Trong suốt những thời gian buổi tối, thời tiết khắc nghiệt và rủi ro lốc xoáy đã di chuyển về phía đông đến Alabama, với sự lưu thông có hình dạng dấu phẩy trên khắp miền bắc Alabama góp phần tạo ra nhiều cơn lốc xoáy. Lốc này tiếp tục di chuyển vào phía tây bắc Georgia, duy trì cấu trúc được xác định rõ mặc dù môi trường không ổn định. Một cơn lốc xoáy EF2 đã càn quét một con đường từ phía tây bắc Chatsworth, Georgia đến phía đông nam của Benton, Tennessee, khiến bảy người thiệt mạng. Trong khi sự tăng cường cục bộ của hoạt động bão xảy ra trong một dòng đối lưu rộng lớn ở trung tâm Alabama, các điểm có sương nổi lên sau diễn biến của cơn bão trước đó ở phía bắc Georgia và đông nam Tennessee, càng làm tăng thêm mức bất ổn khi có gió đứt cực mạnh. Một cơn lốc xoáy mức EF3 đã giết chết hai người ở vùng ngoại ô Chattanooga, Tennessee. Dòng squall di chuyển về phía đông vào phần đông Georgia và Carolinas suốt đêm. Một cơn lốc xoáy EF3 đã được xác nhận ở phía nam Thomaston đến phía tây bắc Redbone ở Georgia. Một cơn lốc xoáy EF3 thứ hai từ phía đông nam của Westminster đến phía tây của Central ở Nam Carolina đã giết chết một người. Một lốc xoáy mức EF3 khác từ phía đông-đông bắc của Elko di chuyển về phía tây-tây nam của St. Matthews ở Nam Carolina gây ra thêm hai trường hợp tử vong. Trong khoảng thời gian 24 giờ kết thúc 12:00 UTC ngày 13 tháng 4, cơ quan Dịch vụ Thời tiết Quốc gia đã đưa ra 141 cảnh báo lốc xoáy, nhiều nhất trong một ngày kể từ sau sự kiện lốc xoáy bùng phát vào ngày 2 tháng 3 năm 2012. Trong suốt các giờ đầu của buổi sáng ngày 13 tháng 4, dòng giông bão dữ dội tiếp tục kéo về phía đông và tăng cường sức nóng ban ngày, một dòng nước ẩm ổn định và gió đứt ở mức độ thấp. SPC đã vạch ra nguy cơ gia tăng thời tiết khắc nghiệt dọc theo Bờ Đông Hoa Kỳ từ phía đông nam Georgia về phía bắc vào phần bắc Virginia. Những cơn gió gây thiệt hại và lốc xoáy đã được ghi nhận trong suốt cả ngày, bao gồm 12 cơn lốc xoáy ở Bắc Carolina, đợt bùng phát trong một ngày lớn thứ sáu được ghi nhận trong lịch sử tiểu bang từ năm 1950.

### Lốc xoáy đáng chú ý
Hai cơn lốc xoáy mạnh kéo dài đã càn quét phía nam Mississippi. Vụ đầu tiên xảy ra giữa Jackson và Hattiesburg, gây ra những tác động lớn tới các thị trấn Bassfield, Seminary, Soso, và Heidelberg. Một cơn lốc xoáy thứ hai đi theo một lộ trình tương tự từ phía bắc Bassfield, gần Collins và phía đông bắc về phía Enterprise. Các trường hợp khẩn cấp lốc xoáy đã được ban hành cho cả hai cơn lốc xoáy, với một số cộng đồng bao gồm mà hai lốc xoáy đi qua, một sự cố hiếm gặp có thể không thấy từ năm 1999. Theo radar, các dấu vết của hai cơn lốc xoáy cao hơn 20.000 ft (6,1 km) và có thể xoáy cao lên tới 40 mi (64 km) xuôi dòng vào Alabama. Ít nhất 12 trường hợp tử vong đã được xác nhận, bao gồm 4 trường hợp tại hạt Jefferson Davis, 2 trường hợp ở mỗi quận Jones và Lawrence, và một ở mỗi quận Carroll, Panola và Walthall. Khi các cơn bão tiến về phía đông, một cơn lốc xoáy đáng kể khác đã ảnh hưởng đến Chattanooga, Tennessee, khiến một cảnh báo lốc xoáy khẩn cấp khác được ban hành. Lốc xoáy đã giết chết 2 người, trong đó có một người đàn ông đã chết khi một cái cây rơi xuống nhà anh ta; nhiều người khác đã được điều trị chấn thương tại các bệnh viện địa phương. Nó đã được đánh giá cường độ EF3. Một cơn lốc xoáy trước bình minh ở Quận Murray, Georgia đã giết chết 7 người và làm bị thương ít nhất 23 người khác khi nó càn quét một số ngôi nhà di động. Một người đàn ông ở Cartersville, Georgia thiệt mạng khi một cái cây rơi vào nhà anh ta. Nhiều cơn lốc xoáy chết người được theo dõi trên khắp Nam Carolina, bao gồm 1 trường hợp tử vong liên quan đến cơn lốc xoáy EF3 ở Seneca, 1 trường hợp tử vong ở Quận Colleton, 5 trường hợp tử vong ở Quận Hampton gồm 3 tử vong ở Nixville và 2 trường hợp tử vong liên quan đến cơn lốc xoáy EF3 ở Livingston.

## Tác động phụ
Lượng mưa lớn trên khắp miền đông Texas đã dẫn đến lũ quét và nhiều con đường bị đóng cửa trên nhiều khu vực cộng đồng. Cây đổ và đường dây điện đứt gây khiến thêm nhiều con đường bị đóng cửa. Những cơn gió mạnh ở Quận Upshur, Texas đã giết chết 1 người đàn ông sau khi một cái cây đổ rơi trúng khi anh ta đang lái xe trên đường. Khi những cơn bão di chuyển vào Arkansas, những cơn gió gây thiệt hại lan rộng đã được quan sát, chúng gây ra sự sụp đổ các tòa nhà cũ và Nhà thờ Baptist có hàng trăm năm lịch sử ở trung tâm thành phố Helena-West Helena. 9-1-1 và công văn khẩn cấp bị gián đoạn khắp thành phố, và rải rác xe cấp cứu chạy từ các bệnh viện. Những cơn gió mạnh đã lật đổ nhiều cây cối, đường dây điện và hàng rào trên khắp các phần lãnh thổ phía nam của tiểu bang. Thiệt hại khác là các tòa nhà kính, trang trại gia cầm, chuồng, trại và bến cảng. Những cây bị đổ chặn nhiều đường cao tốc. Tại White Hall, một cây bị đốn ngã rơi xuống nhà và giết chết một người dân. Hơn 143.000 người dân đã bị mất điện ở Arkansas do cơn bão. Tại Mississippi, mưa lớn tràn lan khắp Quận Panola, cơ quan Nhân viên Quản lý Khẩn cấp Mississippi phải sử dụng túi cát để ngăn lũ lụt. Lượng mưa phổ biến rộng rãi 3–4 in (76–102 mm), vượt quá 6 in (150 mm) tại một số điểm địa phương, mưa trên khắp miền bắc Alabama gây ra lũ lụt đáng kể bao trùm Quận DeKalb. Ở đó, khoảng 50 con đường đã tạm thời bị đóng cửa. Lũ lụt đã làm ngập một số doanh nghiệp ở Collinsville. Ở Fort Payne gần đó, nước tràn vào một số doanh nghiệp, buộc khoảng 35 người rời khỏi các khu vực bị ngập lụt. Nhiều con đường đã bị cuốn trôi. Lũ lụt đáng kể đã được báo cáo tương tự ở Quận Madison, Quận Morgan, và Quận Jackson.
Xa hơn về phía bắc ở Tennessee, một phụ nữ 33 tuổi bị cuốn trôi và chết đuối do nước ào ạt chảy xuống cây cầu ở Kimball. Bốn cây cầu đã bị hư hại do lũ lụt, trong đó có ba cây cầu ở Nam Pittsburg. Nashville ghi nhận kỷ lục lượng mưa hàng ngày là 2,23 in (57 mm). Lượng mưa lớn trên khắp thung lũng Tennessee sau ba tháng đầu tiên ẩm ướt nhất trong năm, khiến mực nước đập Chickamauga và hồ Watts Bar dâng lên khoảng 1,5 ft (0,46 m) cao so với mực nước hồ mùa hè. Nhiều con đường đã bị chặn ở Rutherford, Williamson, và Washington. Công viên McFarland ở Florence bị nhấn chìm khi sông Tennessee tràn bờ. Trên khắp Unicoi, nhiều con đường bị cuốn trôi. Nước dâng cao đã thúc đẩy lệnh sơ tán cho cộng đồng Temple Hill. Nước lũ chảy qua các ngôi nhà xung quanh Hampton và Valley Forge ở Quận Carter. Lạch Beaver ở Bristol tràn bờ làm ngập các giao lộ. Sở Cứu Hỏa Kingsport đã cứu 21 người khi thành phố bị đe dọa bởi nước dâng cao. Tổng cộng có 27 con đường đã bị đóng cửa trên khắp Quận Sullivan. Ở phía đông bắc Tennessee, lũ lụt đã làm hư hỏng hai cây cầu ở khu vực Thành phố Johnson. Một số cư dân trong cộng đồng của Lạch Sinking (Sinking Creek) đã bị cô lập vì một số khu vực thấp bị ngập lụt. Tại Quận Carter, Lạch Gap tràn bờ, các con đường bị đóng kín. Một người đã bị giết bởi một cây ngã ở quận Davidson, Bắc Carolina.
Bên ngoài khu vực ấm áp của hệ thống đường sá, một cơn bão tuyết và gió bão bất thình lình đã ảnh hưởng đến các khu vực từ đồng bằng phía bắc vào Trung Tây Hoa Kỳ. Sioux Falls, South Dakota ghi nhận tuyết rơi dày 5,2 in (130 mm) vào ngày 12 tháng 4, một kỷ lục hàng ngày và là ngày Chủ nhật Phục sinh tuyết thứ hai được ghi nhận. Twin Cities ghi nhận tuyết dày 5,1 in (130 mm), thiết lập một kỷ lục Chúa Nhật Phục Sinh mới trở lại từ sau năm 1891. Tuyết tích tụ trên các phần của miền nam Minnesota gây ra nhiều vụ trượt đường và tai nạn, chủ yếu dọc theo tuyến Interstate 35 phía nam của Twin Cities, Xa lộ Liên bang 90 giữa Albert Lea và Rochester và U.S. Highway 52 giữa thành phố Rochester và Twin Cities. Tuy nhiên, lưu lượng xe ít hơn bình thường khi có lệnh ở nhà do đại dịch coronavirus đang diễn ra. Tuần tra viên nhà nước đã báo cáo 140 vụ tai nạn, 126 phương tiện trượt ra khỏi đường và 6 xe bán tải bị kẹt trên đường trơn trượt. Mười bốn người bị thương. Tại Wisconsin, một mảng băng 6–15 in (150–380 mm) tích tụ đã rơi xuống phía bắc của Marshfield. Các kỷ lục về tuyết rơi hàng ngày đã được thiết lập ở Rochester và Eau Claire. Những cơn gió thổi ngược dòng nước trên sông Fox và sông Đông, gây ra lũ nhỏ ở vịnh Green. Ở Michigan, các khu vực của Bán đảo Thượng nằm giữa Marquette và Munising đã ghi nhận 18–24 in (460–610 mm) tuyết. Độ cao sóng 7,5–8,5 ft (2,3–2,6 m) được ước tính trên hồ Michigan.
Những cơn gió mạnh ở New Jersey đã khiến hơn 56.000 cư dân không có điện ở bang này. Việc ngừng hoạt động đã buộc một địa điểm thử nghiệm Covid-19 tại Hạt Morris phải tạm thời đóng cửa. Ở Cresskill, một cái cây rơi xuống một ngôi nhà.

## Hậu quả
Vào đêm 12 tháng 4, các tuyên bố khẩn cấp đã được ban hành tại Louisiana, Mississippi và Alabama. Hơn 1,3 triệu người dân từ Texas đến Pennsylvania bị mất điện ở đỉnh điểm của cơn bão. Thiệt hại lan rộng ở Seneca, Nam Carolina, đã gây ra lệnh giới nghiêm cho thành phố. Thống đốc Nam Carolina Henry McMaster đã đến thăm Seneca vào thứ Hai để khảo sát thiệt hại và tiến hành một cuộc họp báo.